# Septiembre
En el calendario gregoriano, septiembre o setiembre es el noveno mes del año y tiene 30 días. Su nombre deriva de haber sido el séptimo mes del calendario romano. Septiembre es una palabra procedente del latín que significa 'siete meses'. A pesar de ser el noveno mes en la actualidad gracias a la aportación del calendario juliano, es el séptimo mes en el calendario romano, puesto que se consideraba que marzo era el primer mes del año, y diciembre el último. 
Ambas grafías, «setiembre» y «septiembre», son correctas, si bien existe preferencia por la forma etimológica con el grupo consonántico ⟨pt⟩, especialmente en el uso culto o académico. No obstante en algunos países es más común la forma simplificada sin ⟨p⟩.

## Nombre del mes
Ambas grafías, «setiembre» y «septiembre», son correctas, si bien existe preferencia por la segunda, especialmente en el uso culto o académico. En algunos países como Costa Rica, Perú y Uruguay se usa de forma preferente la grafía setiembre. En Argentina existe división respecto a ambos usos, con personas que usan ampliamente la forma simplificada y personas que la consideran vulgar.
Algunos escritores que han usado la forma simplificada son el español Juan Ramón Jiménez, el colombiano Gabriel García Márquez y el argentino Jorge Luis Borges.

## Acontecimientos en septiembre

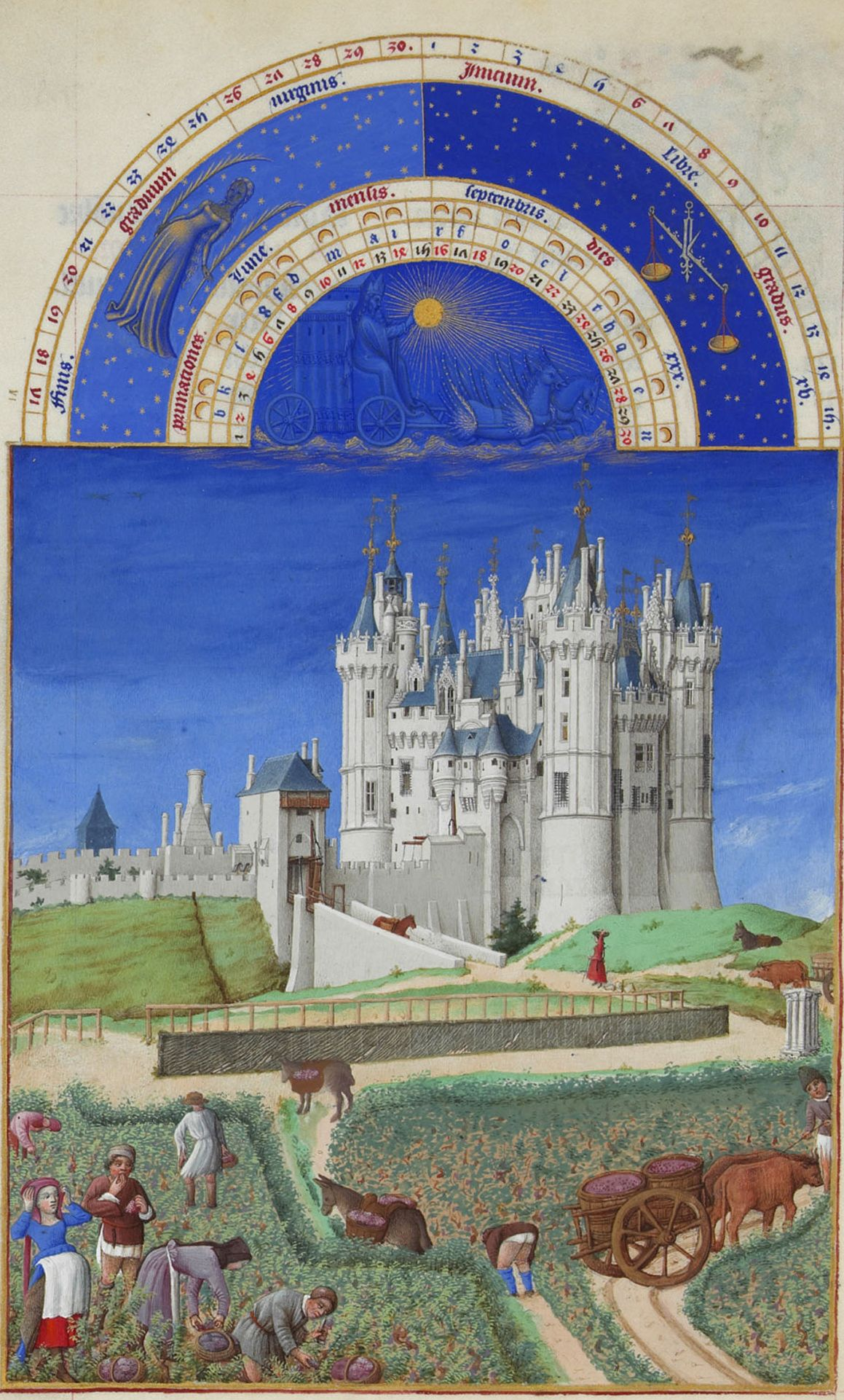
Septiembre, en Les très riches heures du duc de Berry

- El 1 de septiembre de 1939, las tropas alemanas invaden Polonia, desencadenando la Segunda Guerra Mundial.
- El 2 de septiembre de 1945, Japón firma su rendición ante los Aliados, poniendo fin definitivamente a la Segunda Guerra Mundial.
- El 6 de septiembre de 1970, ocurre en Jordania una guerra civil, lo que fue llamado posteriormente el Septiembre Negro en Jordania.
- El 8 de septiembre de 2022, fallece la reina Isabel II del Reino Unido a los 96 años, después de 70 años de reinado, el segundo reinado más largo.
- El 11 de septiembre de 1714, Barcelona cae ante las tropas borbónicas, después de 14 meses de asedio durante la Guerra de Sucesión Española. Dicha resistencia es conmemorada en el Día de Cataluña.[8]
- El 11 de septiembre de 1973 en Chile se produce un golpe de Estado y comienza la dictadura militar, que duraría hasta 1990.[9]
- El 11 de septiembre de 2001, en Estados Unidos se perpetra el ataque a las Torres Gemelas.[10]
- El 13 de septiembre se celebra la batalla de Chapultepec y los niños héroes en México.
- El 15 de septiembre se celebra el aniversario de la firma del Acta de Independencia de las Provincias Unidas de Centroamérica en Guatemala; donde las actuales Repúblicas de Guatemala, El Salvador, Honduras, Nicaragua y Costa Rica se independizan de España.[11]
- El 16 de septiembre se celebra el aniversario del inicio de la guerra de Independencia de México.[12]
- El 18 de septiembre y el 19 de septiembre se celebra el aniversario de la Primera Junta Nacional de Gobierno de Chile conocida como Fiestas Patrias.[13]
- Dependiendo del año, entre el 21 y el 23 de septiembre comienza, en el hemisferio sur, el Hemisferio occidental y el Hemisferio Oceánico la primavera y, en el hemisferio norte, el Hemisferio oriental y en el Hemisferio Continental el otoño.[14]
- El 19 de septiembre de 1985 en México, sufre un sismo de magnitud de 8.1 de escala de richter. Afectando las zonas centro, sur y occidente de México, en particular en la Ciudad de México, afectando a miles de viviendas y familiares que vivían en la Ciudad de México, causando daños materiales y perdidas humanas.Escombros de viviendas y edificios afectados por el Terremoto de México de 1985.

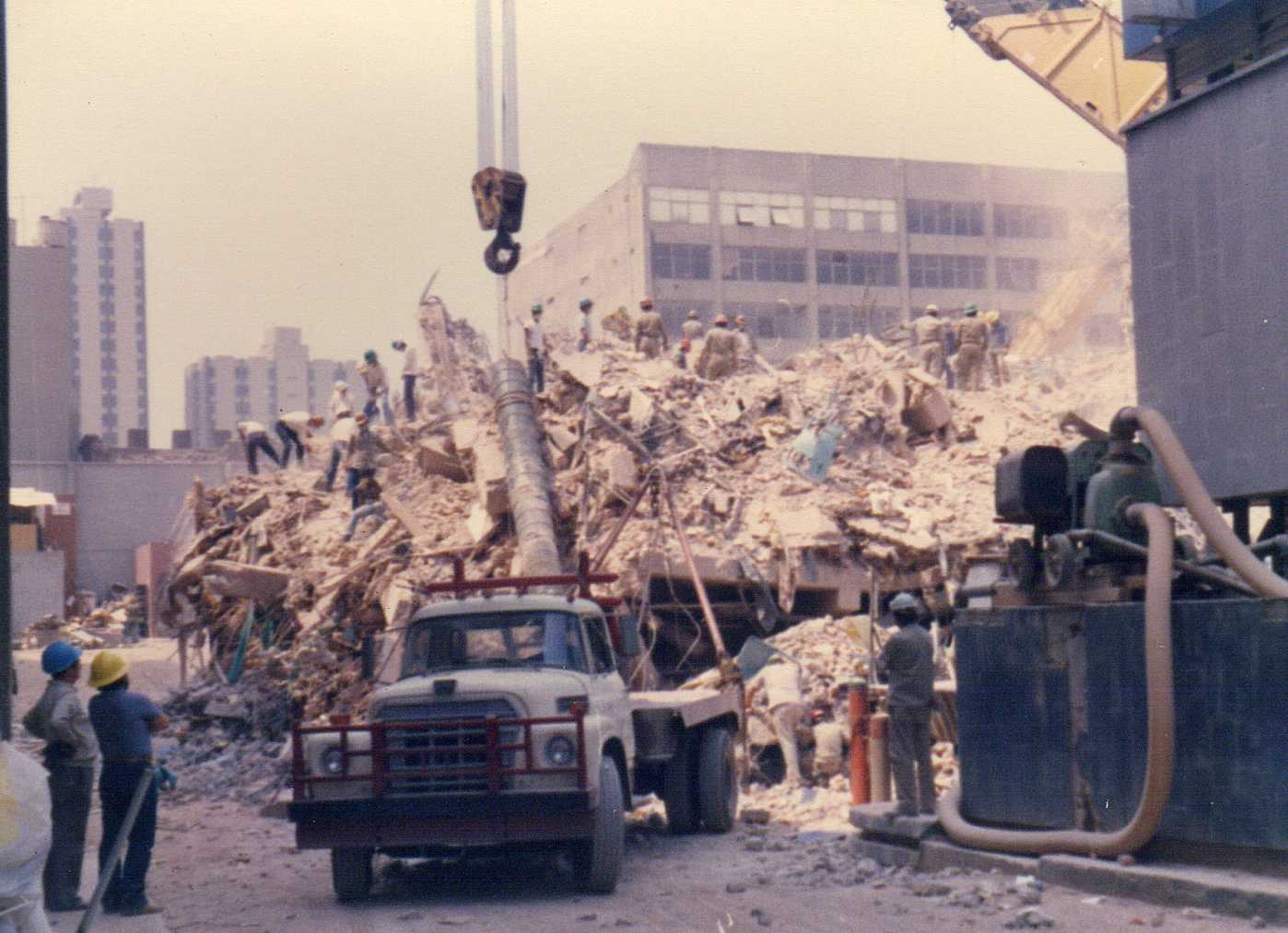
Escombros de viviendas y edificios afectados por el Terremoto de México de 1985.

- El 19 de septiembre de 2017 en México, sufre un sismo de magnitud de 7.1 . Afectando las zonas centro, sur y occidente de México, en particular en la Ciudad de México y Puebla, afectando a miles de viviendas y familiares que vivían en la Ciudad de México y Puebla, causando daños materiales y perdidas humanas.
- El 21 de septiembre se celebra en todo el mundo, el Día Internacional de la Paz. Este se celebra cada año desde el 2002. En 1981, la Asamblea General de la Organización de las Naciones Unidas (ONU) decidió que, cada año, el día de apertura de su período ordinario de sesiones sería proclamado oficialmente como Día Internacional de la Paz, y estaría dedicado a "conmemorar y fortalecer los ideales de paz en cada nación, en cada pueblo y entre ellos", según decía la resolución 36/67. Pero desde el 28 de septiembre de 2001, a partir de la nueva resolución 55/282, quedó proclamada como fecha fija para celebrar el Día Internacional de la Paz el 21 de septiembre.
- El 19 de septiembre de 2021 se produce una erupción volcánica en la isla de la Palma (Islas Canarias, España).
- El 21 de septiembre se celebra en Paraguay y Argentina el Día de la Juventud, por el inicio de la primavera.[15]
- El 21 de septiembre en el hemisferio norte comienza el equinoccio de otoño. Mientras el hemisferio sur comienza el equinoccio de primavera.
- El 23 de septiembre se celebra el Día Internacional de la Bisexualidad.[16]
- El 25 de septiembre de 1828, en Bogotá (Colombia), se lleva a cabo la Conspiración Septembrina, intento de asesinato del libertador y presidente de la Gran Colombia, Simón Bolívar, por parte de opositores a su gobierno.
- El 26 de septiembre se celebra la Bandera de Ecuador y se estrena la película Ema película de Pablo larrain en Chile.
- El 27 de septiembre se celebra el aniversario de la consumación de la Independencia de México.[17]

### Fecha variable
- Se celebra el Oktoberfest alemán y el Festival de la Luna de Agosto (más correctamente llamado Festival de Mitad de Otoño).[18]
- En Colombia, el tercer sábado de septiembre se celebra el día del Amor y la Amistad.
- En Japón, el tercer lunes de septiembre se celebra el Día del Respeto a los Ancianos.[19]
- En muchos países del hemisferio norte en septiembre comienza el año escolar.[20]
- En Canadá y Estados Unidos, el primer lunes de septiembre se celebra el Labor Day.[21]
- En Canadá y los Estados Unidos, el primer domingo después del Día del Trabajo se celebra el Día del abuelo.[22]
- En los Estados Unidos se celebra el Mes de la Herencia Hispánica desde el 15 de septiembre hasta el 15 de octubre.[23] El 18 de septiembre se conmemora la instauración de la primera Junta Nacional de Gobierno.

Tres lugares disputaron ser el hito de celebración nacional, aunque lo cierto es que solo dos de ellas alcanzaron alguna vez a ser consideradas como fechas a la altura del 18 de septiembre.  
- El Acta de Independencia de Chile fue fechada en Concepción el 1 de enero de 1818. Esto ha sido refrendado por distintos historiadores y por la propia ciudad penquista, que durante los últimos años ha impulsado su carácter de Ciudad de la Independencia para conmemorar este hito.

## Septiembre en astronomía y astrología
El equinoccio de septiembre tiene lugar en este mes, y ciertas celebraciones se organizan en torno a él. Es el equinoccio de otoño en el hemisferio norte, y el equinoccio de primavera en el hemisferio sur. Las fechas pueden variar del 21 de septiembre al 24 de septiembre (en UTC).
Septiembre se encuentra principalmente en el sexto mes del calendario astrológico (y la primera parte del séptimo mes), que comienza a fines de marzo / Marte / Aries.

## Símbolos de septiembre
- Los signos del zodíaco para el mes de septiembre son  Virgo (hasta el 22 de septiembre) y  Libra (del 23 de septiembre en adelante).[24][25]

Las flores de septiembre son las nomeolvides, gloria de la mañana y aster.
- En algunos países se suele considerar que la piedra preciosa de septiembre es el zafiro.

## Otros nombres
- En croata, septiembre se llama rujan (‘[mes] rojo’) porque las hojas se ponen rojas antes de caer en otoño.
- En checo, septiembre se llama září ('brillo').
- En finés, septiembre se llama syyskuu ('mes de otoño').
- En polaco, septiembre se llama wrzesień ('el mes en que florecen las flores calluna').
- En turco, septiembre se llama eylül (en árabe eylûl), en sirio aylûl significa ‘uva’; de esta manera significaría mes de las uvas. Otra etimología más probable lo hace provenir del mes hebreo Elul.
- En amhárico y tigriña, septiembre se llama meskerem, porque es el mes en que florecen las flores amarillas meskerem, lo que marca el comienzo del año nuevo de acuerdo con los antiguos calendarios cristianos ortodoxos de Eritrea y Etiopía, y también el comienzo de la gran estación de las cosechas en ambos países.
- En chino, septiembre se llama 九月 (jiǔ yuè), que significa ‘mes nueve’.
- En Paraguay en el idioma guaraní septiembre es Jasyporundy. "Jasy" significa luna y "porundy" es el número nueve. Hace referencia al noveno ciclo de la luna en un año.

## Iconología
Septiembre, September, está bajo la protección de Vulcano, y por lo común se representa como un hombre que lleva únicamente sobre su espalda una especie de manto. Ausonio le hace tener un lagarto y además junto a él las cubas y otros vasos preparados para recibir los caldos de la vendimia. 
Septiembre recibió diferentes nombres en la Antigua Roma: 
- se llamó Tiberius por acuerdo del Senado en honor del emperador Tiberio el cual según Suetonio no quiso aceptar esta distinción
- se llamó Germanicus según mandato de Domiciano por las victorias que alcanzó sobre los Germanos
- adoptó el nombre de Antoninus por acuerdo del Senado en honor de Antonino Pío
- Herculeus lo llamó Commodo en honra de Hércules
- Tacitus le nombró el emperador Tácito porque él hubo nacido en este mismo mes.[28]

## Miscelánea
- En este mes se inicia el año escolar en los países del hemisferio norte.
- Cada año, septiembre comienza el mismo día de la semana que diciembre.
- En 1752, el Imperio británico adoptó el calendario gregoriano. Ese año, el 2 de septiembre fue seguido por el 14 de septiembre.
- En Usenet se dice que el mes de septiembre de 1993 (septiembre Eterno) nunca terminó.
- En el hemisferio sur, desde el punto de vista de las estaciones, septiembre equivale a marzo en el hemisferio norte y viceversa.
- La Segunda Guerra Mundial empezó y terminó en septiembre, casi en el mismo día (1939-1945).

## Otros datos
- Para la Iglesia católica, este mes está dedicado a los ángeles.[29]